# Väinö Raitio
Väinö Eerikki Raitio est un compositeur finlandais, né le 15 avril 1891 et mort le 10 septembre 1945.

## Biographie
Raitio a suivi les pas de Scriabine dans sa langue individuelle et riche de couleurs pendant les années 1920.
Raitio, ainsi que les compositeurs finlandais, Ernest Pingoud, Aarre Merikanto et Uuno Klami, avaient un  impact comparable à celui du groupe 'Les Six' en France.
En 1925–1926, c'est la première et seule fois que Raitio a visité Paris.
La Société Väinö Raitio a été fondée en 1991 pour protéger son œuvre musicale.

## Œuvres
Opéras
5 opéras :
- - Jeftan tytär, op. 30 (1929)
  - Prinsessa Cecilia (1933)
  - Lyydian kuningas (1937)
  - Väinämöisen kosinta (1934–1936)
  - Kaksi kuningatarta
- Ballet Vesipatsas
- Le Ballet grotesque